# Park Narodowy Paramillo
Park Narodowy Paramillo (hiszp. Parque nacional natural Paramillo) – park narodowy w Kolumbii położony w departamentach Antioquia i Córdoba. Został utworzony 5 lutego 1977 roku i zajmuje obszar 5039,65 km². W 2022 roku został zakwalifikowany przez BirdLife International jako ostoja ptaków IBA.

## Opis
Park znajduje się na północnym krańcu Kordyliery Zachodniej, w dorzeczach rzek Sinú i San Jorge, na wysokościach od 125 do 3960 m n.p.m. Niższą część parku pokrywa wilgotny las nizinny (do wysokości 1000 m n.p.m.) i tropikalny wilgotny las górski (do 2700 m). Wyżej występuje las mglisty i paramo. Znajdują się tu trzy rezerwaty rdzennych mieszkańców z ludów Embera Katío i Chamí.
Średnia roczna temperatura w parku wynosi w zależności od wysokości od +3 °C do +27 °C, a średnie roczne opady od 2500 do 4500 mm.

## Flora
W parku zarejestrowano 648 gatunków roślin. Rosną tu narażone na wyginięcie (VU) Aniba perutilis, Peltogyne purpurea, Swietenia macrophylla, Bombacopsis quinata i cedrzyk wonny, a także m.in.: Cariniana pyriformis, Reinhardtia koschnyana, Carapa guianensis, Peltogyne pubescens, Dipteryx oleifera, Vatairea erythrocarpa, Centrolobium paraense, Quercus humboldtii, Licania durifolia, woniawiec balsamowy, Oenocarpus bataua, Astrocaryum standleyanum, Iriartea deltoidea, Masdevallia anisomorpha.

## Fauna
W parku występuje około 60 gatunków ryb, 65 gatunków płazów, 96 gatunków gadów, 386 gatunków ptaków i około 62 gatunki ssaków.
Ssaki to krytycznie zagrożona wyginięciem (CR) tamaryna białoczuba, zagrożony wyginięciem (EN) czepiak ciemny, narażone na wyginięcie (VU) ponocnica szaroręka, tapir amerykański, pekari białobrody i andoniedźwiedź okularowy, a także m.in.: jaguar amerykański, puma płowa, ocelot wielki, pekariowiec obrożny, mulak białoogonowy, wydrak długoogonowy, paka nizinna.
Ptaki żyjące w parku to krytycznie zagrożone wyginięciem (CR) czubacz niebieskodzioby i ara oliwkowa, zagrożony wyginięciem (EN) łódkodziób kolumbijski, narażony na wyginięcie (VU) czubacz zmienny, a także m.in.: harpia gujańska, ara żółtoskrzydła, ara kasztanowoczelna, ara ararauna i czakalaka brązowoskrzydła.
Z gadów występuje tu m.in. narażony na wyginięcie (VU) krokodyl amerykański.
Ryby żyjące w wodach parku to narażona na wyginięcie (VU) Brycon fowleri, a także m.in.: Bryconamericus icelus, Brycon sinuensis, Prochilodus magdalenae, Sorubim cuspicaudus i Salminus affinis.